# Ludwig Bloedau
Ludwig Bloedau, auch Louis Bloedau, voller Name Wilhelm Ludwig Bloedau, (* 20. Januar 1820 in Sondershausen; † 15. Januar 1870 in Nordhausen) war Arzt in Nordhausen.

## Leben

### Herkunftsfamilie
Ludwig entstammte der Familie der Bloedaus, die seit 1120 bei Rotterdam nachweisbar sind und im 16. Jahrhundert in die Goldene Aue übersiedelten, wo sie bei der Kultivierung des sumpfigen Geländes mitwirkten.
Ludwigs Eltern waren Karl Gustav Bloedau (* 22. August 1794 in Roßla, † 7. Juni 1862 in Nordhausen) und Sophie geb. Sachse aus Mecklenburg. Der Vater Gustav war ein Enkel des Bürgermeisters von Heringen Ludwig Friedrich Bloedau (1730–1796) und ein Sohn von Johannes Ludwig Friedrich Bloedau (* etwa 1757; † vor Oktober 1811). Johannes war Pächter der Domäne in Roßla und zugleich Arzt in Heringen.
Gustav war von Oktober 1807 bis Oktober 1811 in der Klosterschule Ilfeld; sofort danach schrieb er sich zum Jurastudium in Göttingen ein. Ab 1812 studierte er in Jena und trat in das Corps Saxonia ein. Anschließend war er lange in der Landwirtschaft tätig. Bei Ludwigs Geburt war er „derzeit Ökonom“, wohl bei Sondershausen; schon vor 1836 hatte er die Domäne von Himmelgarten in Pacht. 1853 war er Kammerassessor in Frankenhausen, 1859 Finanzrat.

### Schule und Studium
Ludwig besuchte zunächst das Gymnasium in Sondershausen. Von April 1836 bis September 1838 war er in der Klosterschule Ilfeld. Bis zum Eintritt in Ilfeld wurde er vermutlich von der Schwester seines Vaters, Charlotte Bloedau (* Juni 1796, † 12. März 1855), betreut, die unverheiratet in Sondershausen lebte. Von Herbst 1838 bis Herbst 1839 war er zum Studium der Medizin an der Universität Halle eingeschrieben. Dies war das letzte Jahr des engen Kontakts mit seinem Sondershäuser Schulfreund, dem späteren Botaniker Thilo Irmisch (1816–1879). Nachdem Bloedaus Eltern nach Himmelgarten gezogen waren, war Irmisch oft dort mit ihm zu Besuch, und sie befreundeten sich mit dem Arzt und Botaniker Friedrich Wallroth (1792–1857), der als Kreisphysikus in Nordhausen und als Freund der Familie ein sehr häufiger Gast war. Mit ihm machten sie ausgedehnte botanische Exkursionen, auch schon 1837, als Bloedau noch die Klosterschule besuchte und Irmisch bereits in Halle Theologie studierte.
Im Herbst 1839 schloss Irmisch sein Studium ab und ging als Hauslehrer nach Teistungenburg bei Duderstadt; Bloedau führte sein Medizinstudium in Göttingen weiter. Dort legte er im August 1841 das Doktorexamen ab; anschließend vertiefte er seine Kenntnisse noch ein Jahr lang in Berlin. Im Herbst 1842 plante er, sich um die Zulassung als Arzt in Heringen zu bewerben, wo im Vorjahr der Arzt Ludwig Bloedau (* 1765; † 27. Januar 1841), sein Großonkel, gestorben war.

### Berufsjahre
Im nächsten Jahr wurde Bloedau als praktischer Arzt und Wundarzt im Königlichen Preußen approbiert und vereidigt, aber nicht für Heringen, sondern für Nordhausen, wo er am 22. April 1843 seine Praxis anzeigte. Ab 1846 wurde er auch als Geburtshelfer geführt.
Bloedau war Mitgründer der auf Eduard Baltzers Initiative in Nordhausen gegründeten Freien Religionsgemeinde und Mitglied des Vorstands, und er war aktiv in der demokratischen Bewegung zur Revolution 1848/49.
In den Revolutionsjahren trat er für eine Reform des Medizinalwesens ein. Zusammen mit dem Sanitätsrat Moritz August Wessely (1800–1850) gab er ab Januar 1849 eine Zeitung heraus, die jedoch schon im nächsten Jahr nach Wesselys Tod eingestellt werden musste.
Anfang der 1860er Jahre unterhielt er eine Privat-Heilanstalt. Gelegentlich arbeitete er mit dem Augenspezialisten Carl Günther Richard von Bloedau (1832–1911) in Nordhausen und dessen Vater, dem Fürstlichen Leibarzt Carl von Bloedau in Sondershausen, zusammen.

### Hinterbliebene Familie
Nach Bloedaus frühem Tod überlebte ihn seine Ehefrau Auguste Ernestine geb. Hornung um 36 Jahre († 5. März 1906). Die Tochter Louise heiratete den Brennereibesitzer Rudolph Schulze; beide waren von jung an mit der Familie Kützing freundschaftlich vertraut. Der Sohn Otto (* 11. Dezember 1863; Abitur 1883) studierte Medizin in Würzburg, trat dort 1886 in das Corps Makaria-Guestphalia ein, promovierte 1887 und ließ sich etwa 1890 als Arzt in Nordhausen nieder.  Angeblich war er dann Arzt in Freiburg i. Br. und starb 1908 in Erstfeld, Kanton Uri.

### Ehrungen
1868 erhielt Bloedau den Titel Sanitätsrat.
Zu seinem Gedenken wurde eine „Bloedau-Stiftung“ gegründet, die arme Familien unterstützen sollte.
Ludwig Bloedau zu Ehren erhielt etwa 1873 eine neu angelegte Straße den Namen Blödaustraße und der angrenzende Teil der früheren Schützenstraße wurde zur Ludwigstraße.

### Publikationen
- De atrophia. Commentatio inauguralis pathologica. Auctore Ludov. Bloedau, med. et chir. dr. Berlin, Typis Nietackianis. o. J. [1842]. (S. 40: Vita.)
- Neue Zeitung für Medicin und Medicinal-Reform 1. und 2. Jahrgang, 1849 und 1850. (Digitalisate)
(Bloedau war Mitherausgeber und Beiträger von Artikeln und Besprechungen.)